# Cymbidium hillii
Cymbidium hillii är en orkidéart som beskrevs av Ferdinand von Mueller och Eduard August von Regel. Cymbidium hillii ingår i släktet Cymbidium, och familjen orkidéer. Inga underarter finns listade i Catalogue of Life.